# Садно

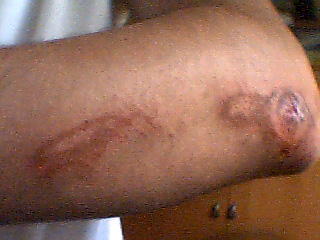
Садна на лікті і передпліччі. Ліктьове залишить постійний шрам.

Садно́, екскоріація (лат. excoriatio, від corium — «дерма») — порушення цілісності шкірного покриву внаслідок травми чи розчухування (наприклад, при корості, екземі). При садненні пошкоджуються епідерміс і дерма (переважно сосочковий шар). Як правило, кровотеча при саднах мінімальна. Глибокі садна, з відривом шкірних покривів, називають авульсіями.

## Класифікація

### За походженням
- Садна травматичного характеру виникають внаслідок рухомого контакту поверхні шкіри з грубою, шорсткою поверхнею, який викликає розчавлення і стирання верхніх шарів шкіри.
- Викликані розчухуванням (ро́зчухи) — трапляються при свербежі, зокрема, викликаному шкірними захворюваннями чи укусами комах.

### За глибиною
- Першій ступінь — зачіпає тільки епідерміс.
- Другий ступінь — зачіпає епідерміс і дерму, може злегка кровоточити.
- Третій ступінь — зачіпає підшкірний шар, зазвичай класифікується як авульсія.

## Лікування
Перша допомога полягає в очищенні пошкодженого місця, видаленні зруйнованих тканин. Показане місцеве застосування антибіотиків (наприклад, неоміцину, бацитрацину) для запобігання інфекції і висушуванню. Рекомендується перев'язка: також для збереження вологи, що сприяє загоюванню. Якщо садно болісне, анестетики вживаються місцево (лідокаїн, бензокаїн), але при великих садненнях можуть бути показані системні анальгетики.

## Загоювання
Процес загоювання садна долоні, викликаного ковзанням по бетону:

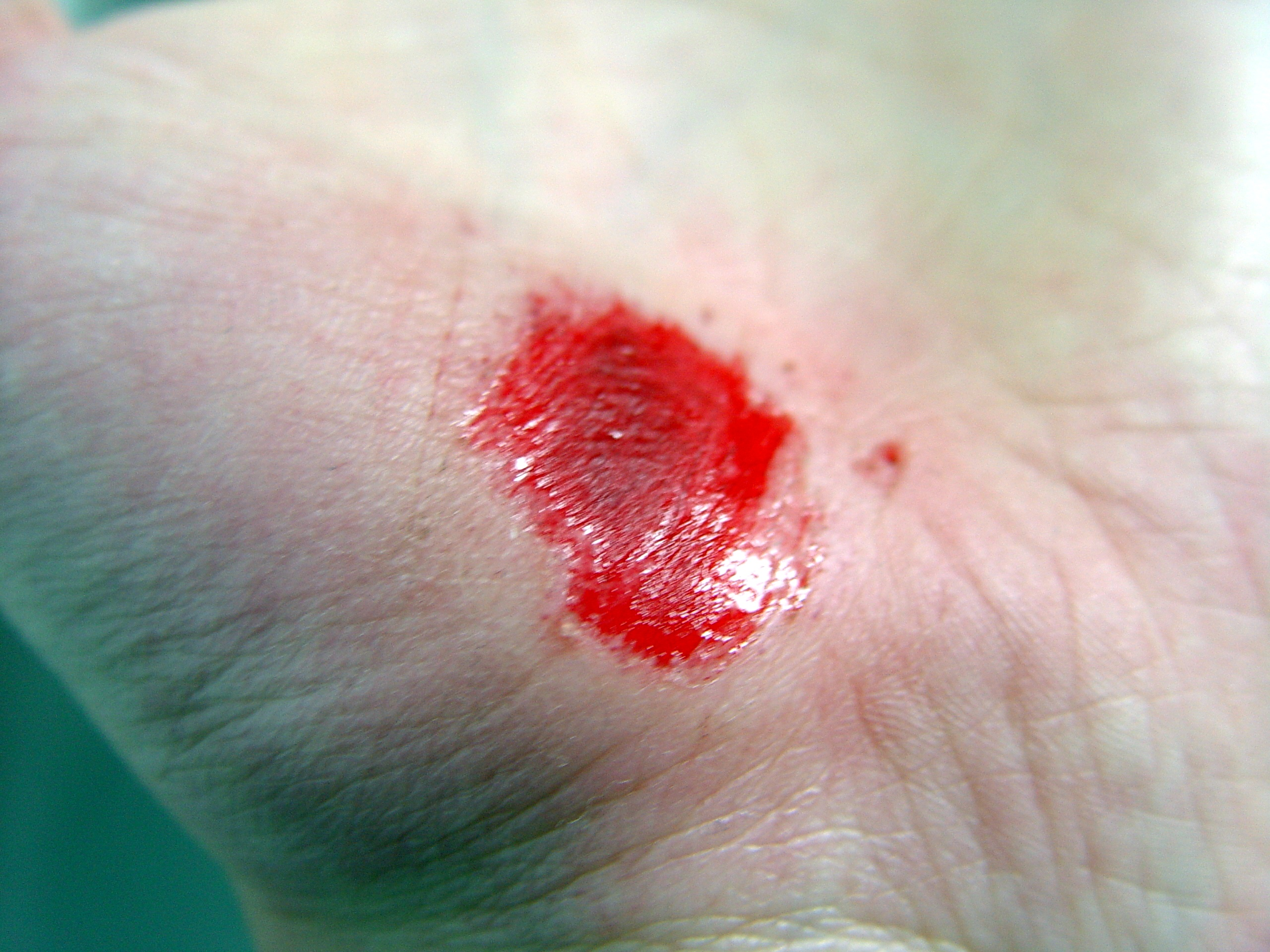
Через 32 хвилини після травмування
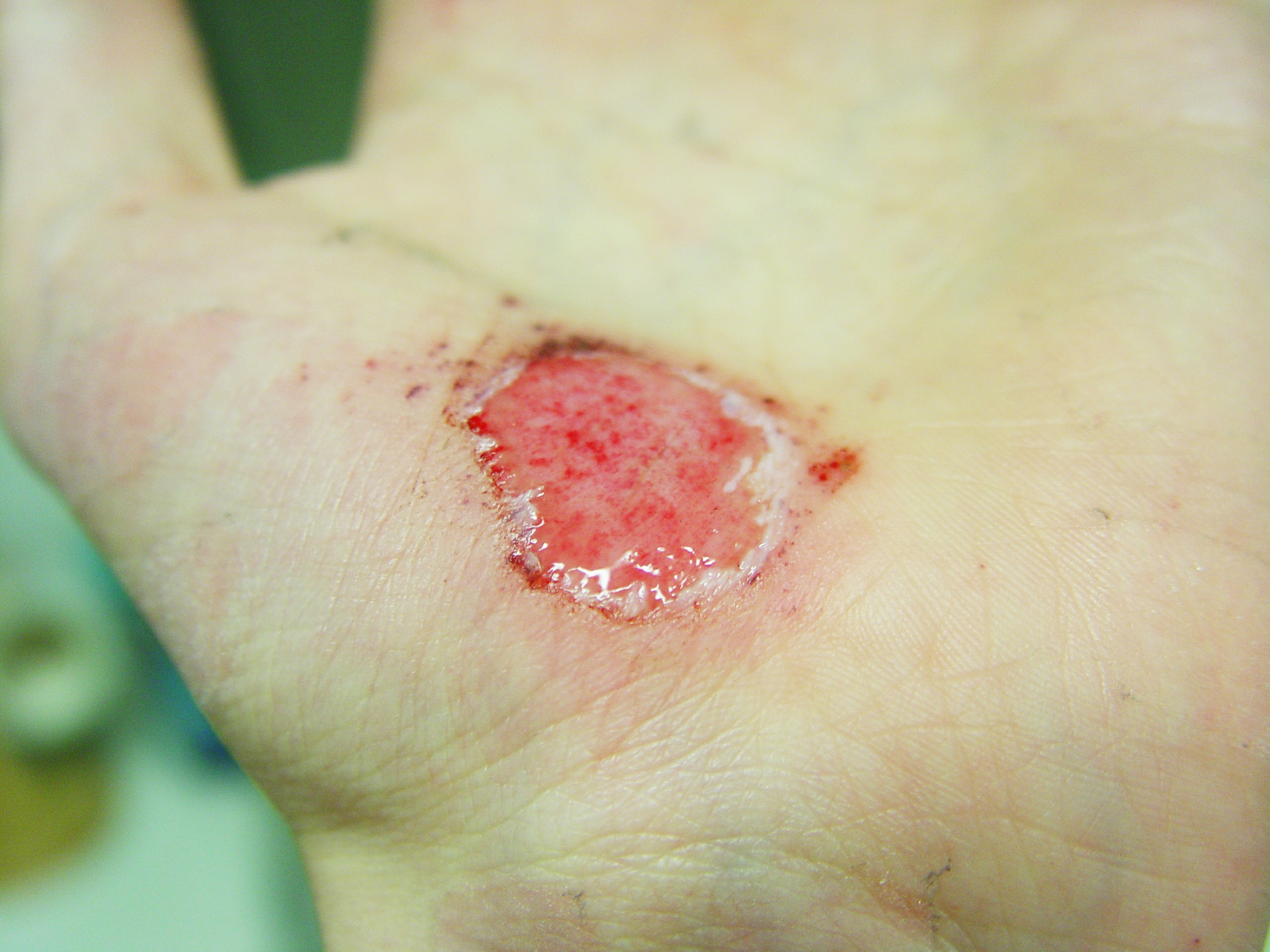
Через 17 годин після травмування
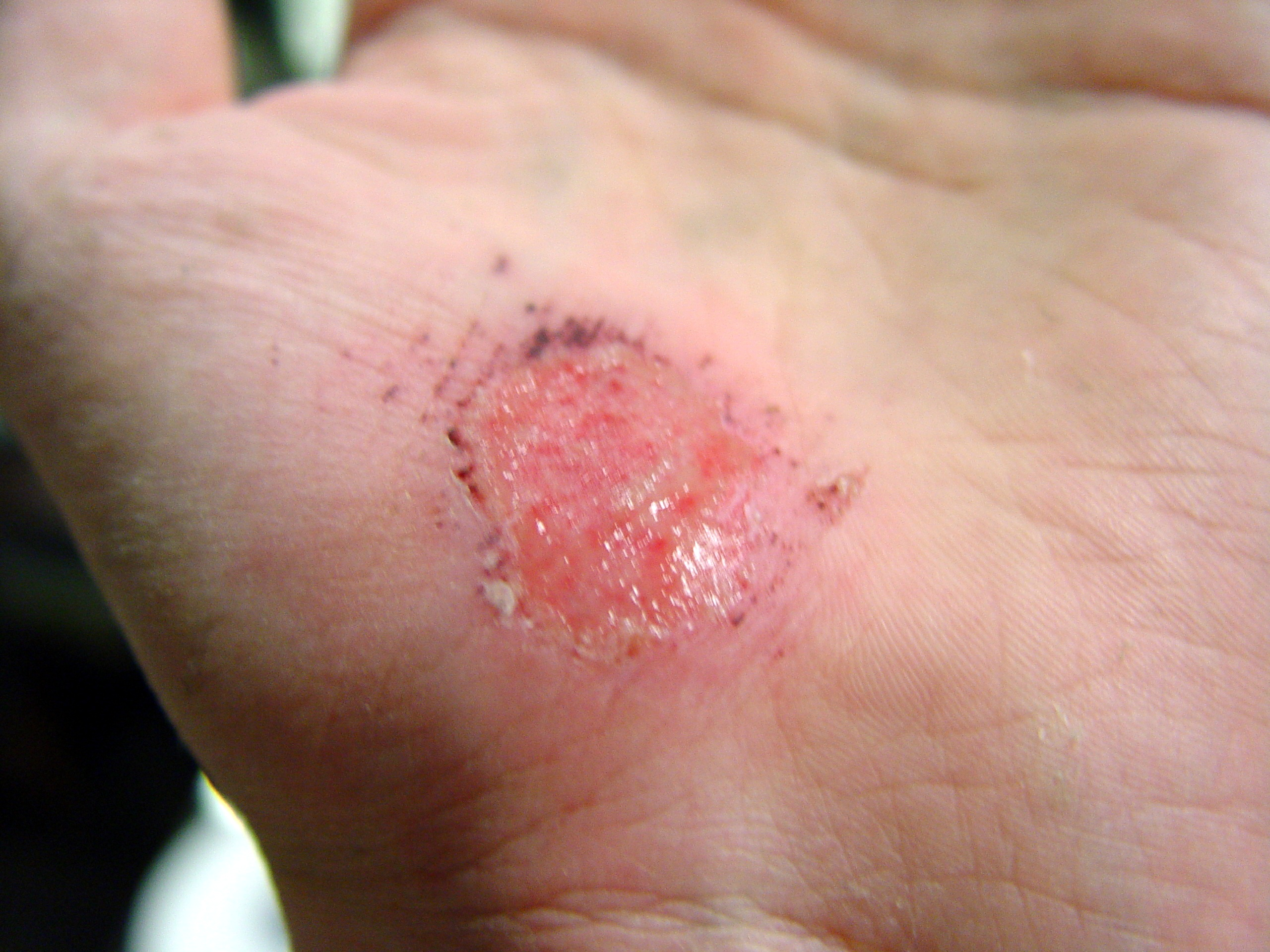
Через 43 години після травмування
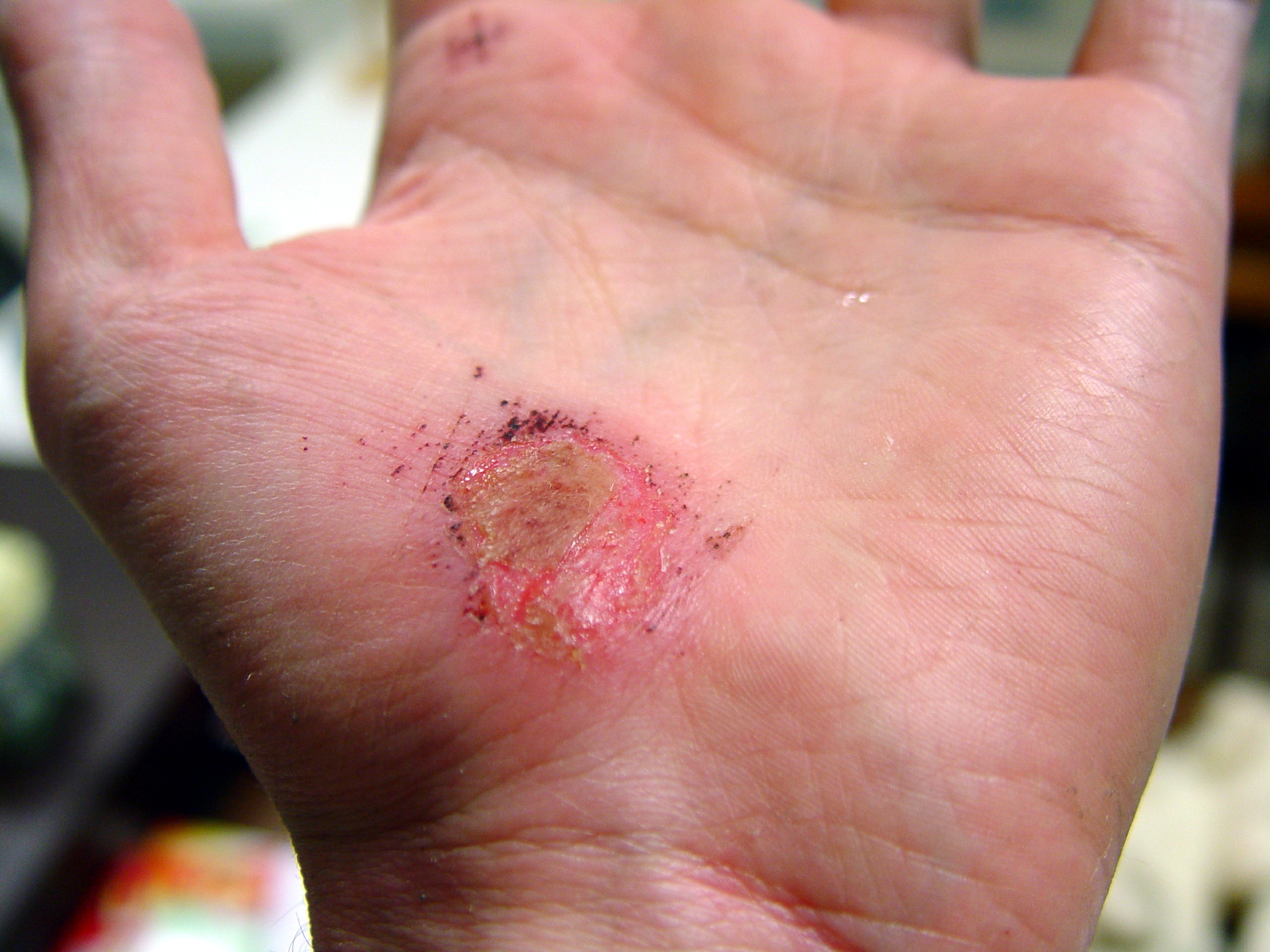
Через 3 дні після травмування
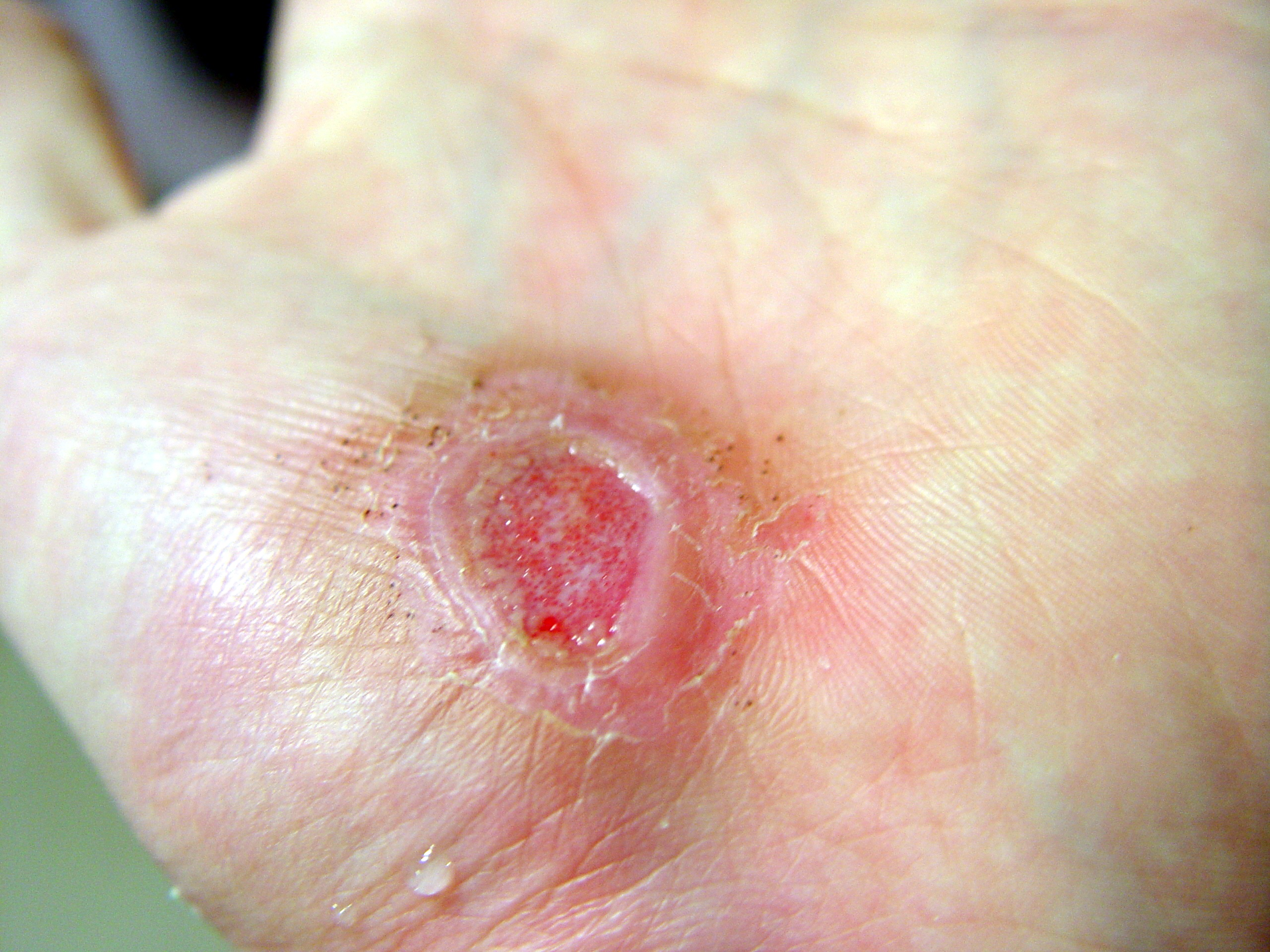
Через 13 днів після травмування
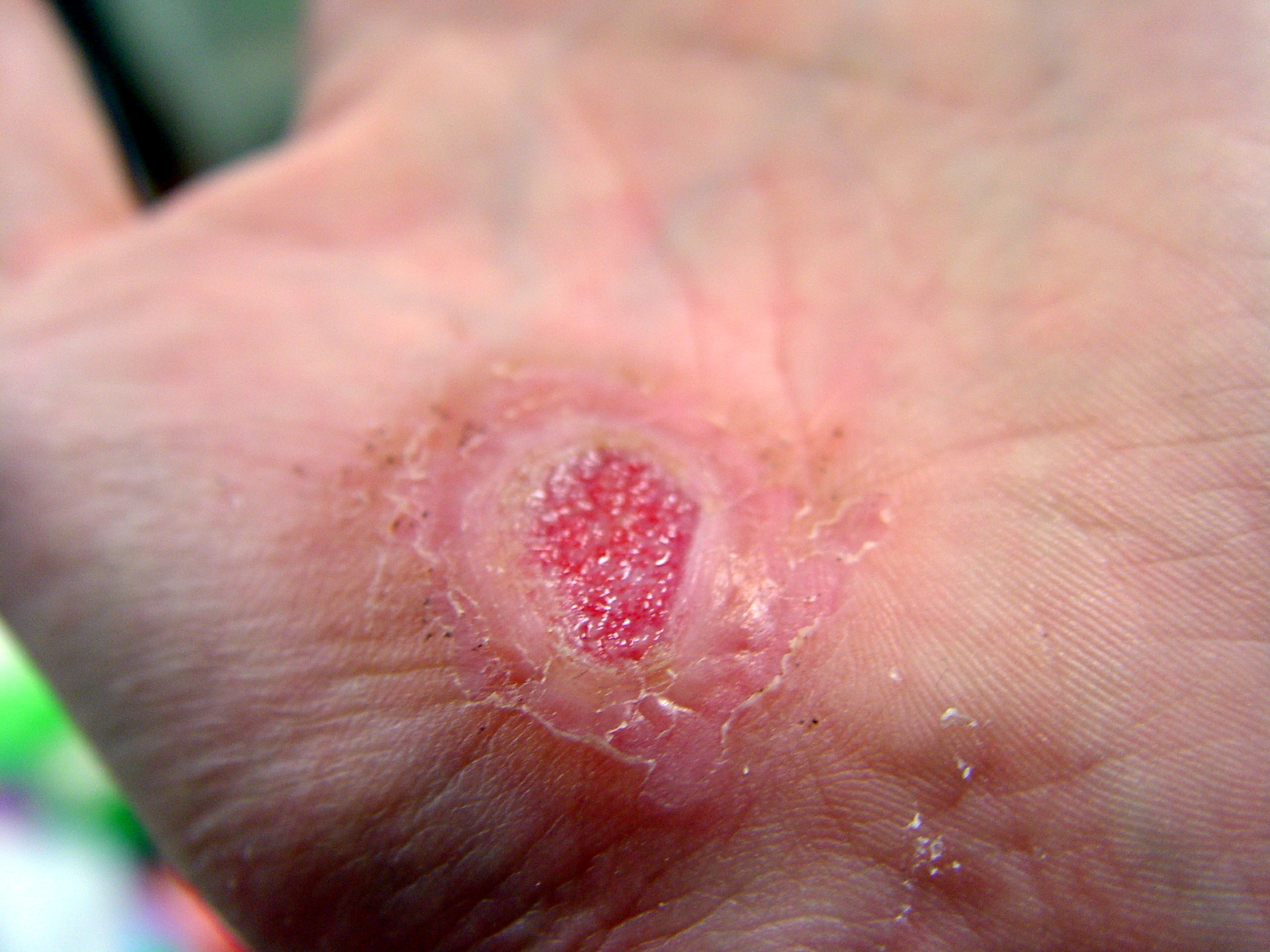
Через 14 днів після травмування
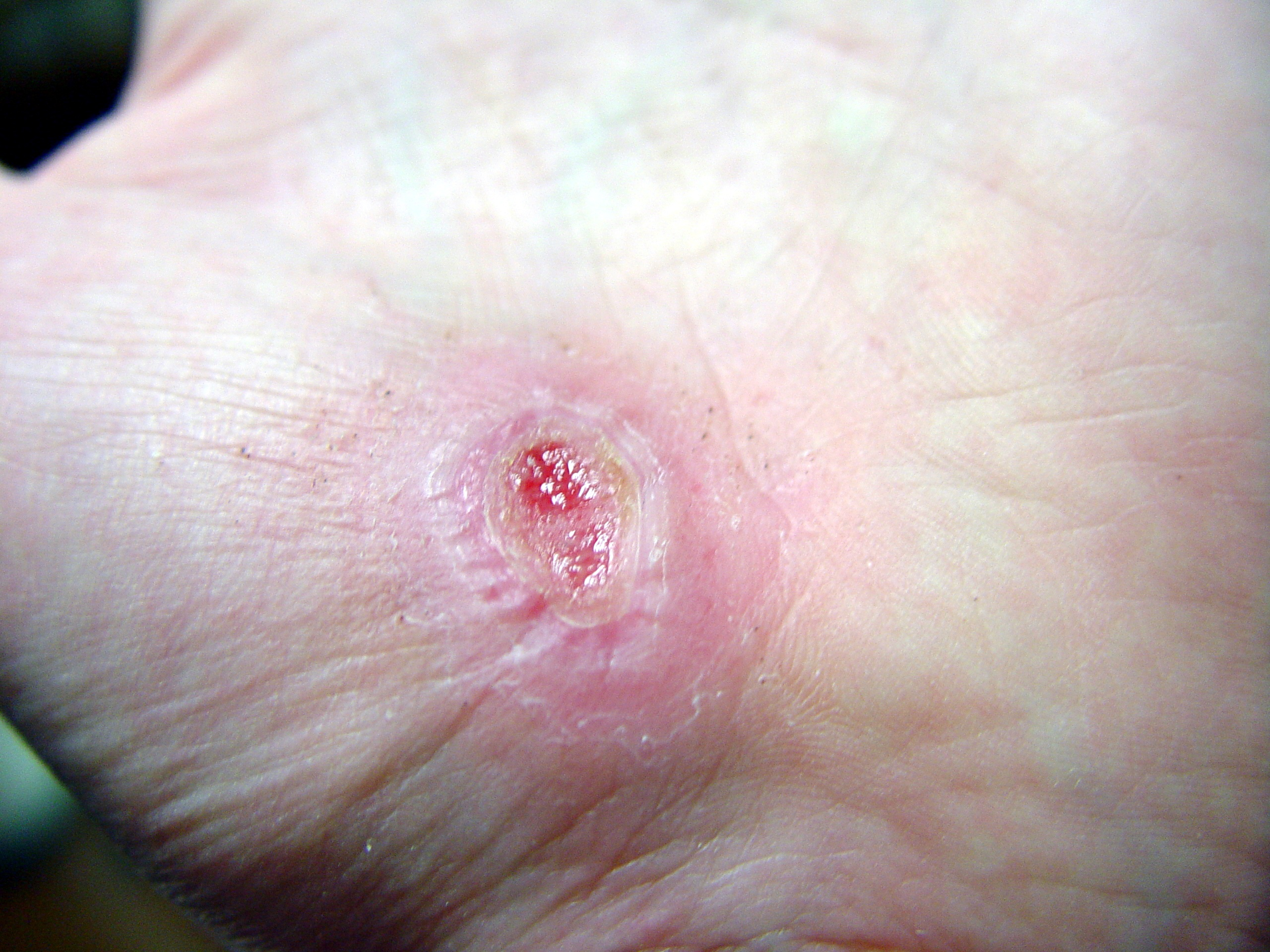
Через 17 днів після травмування
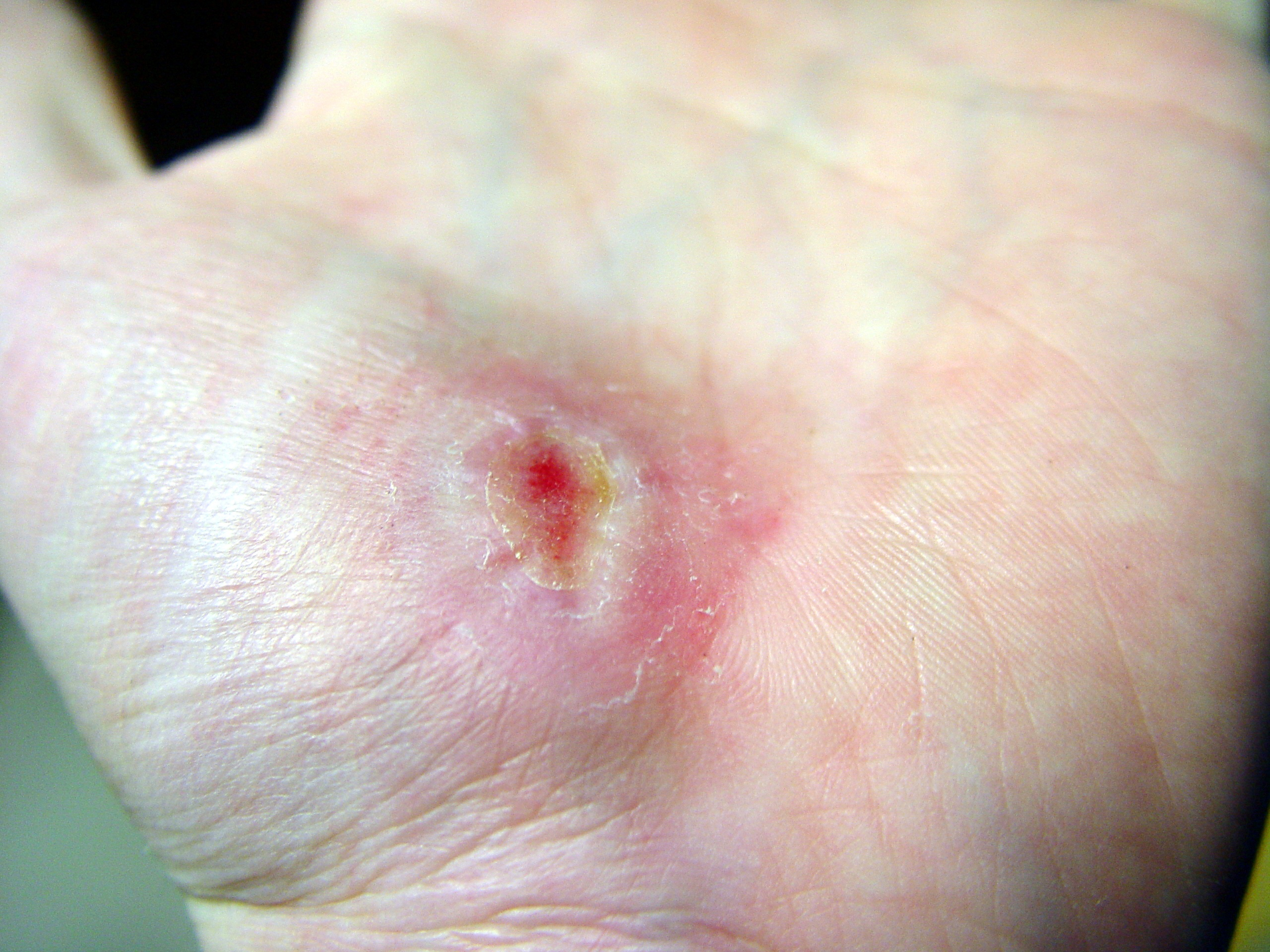
Через 18 днів після травмування
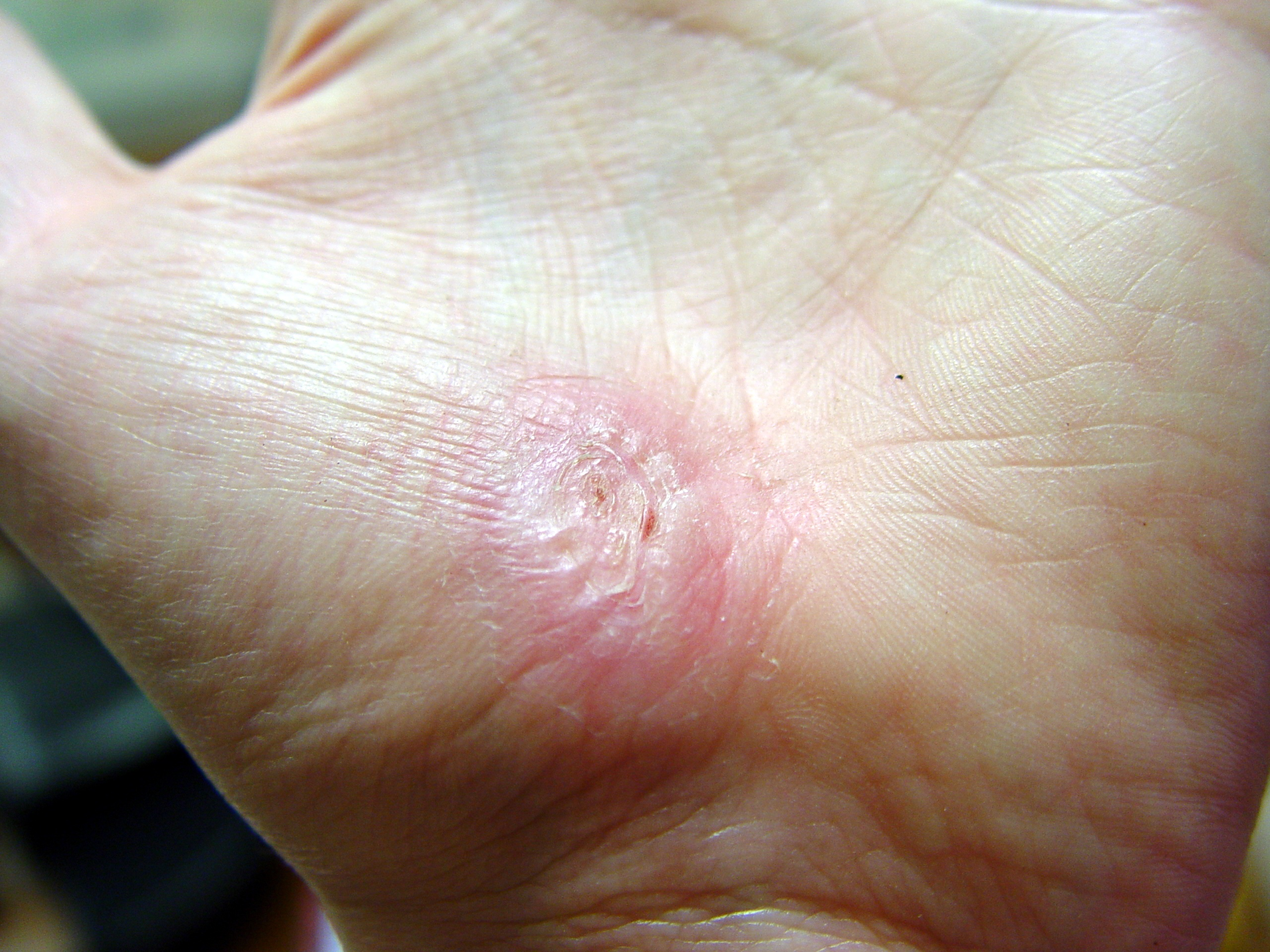
Через 22 дні після травмування
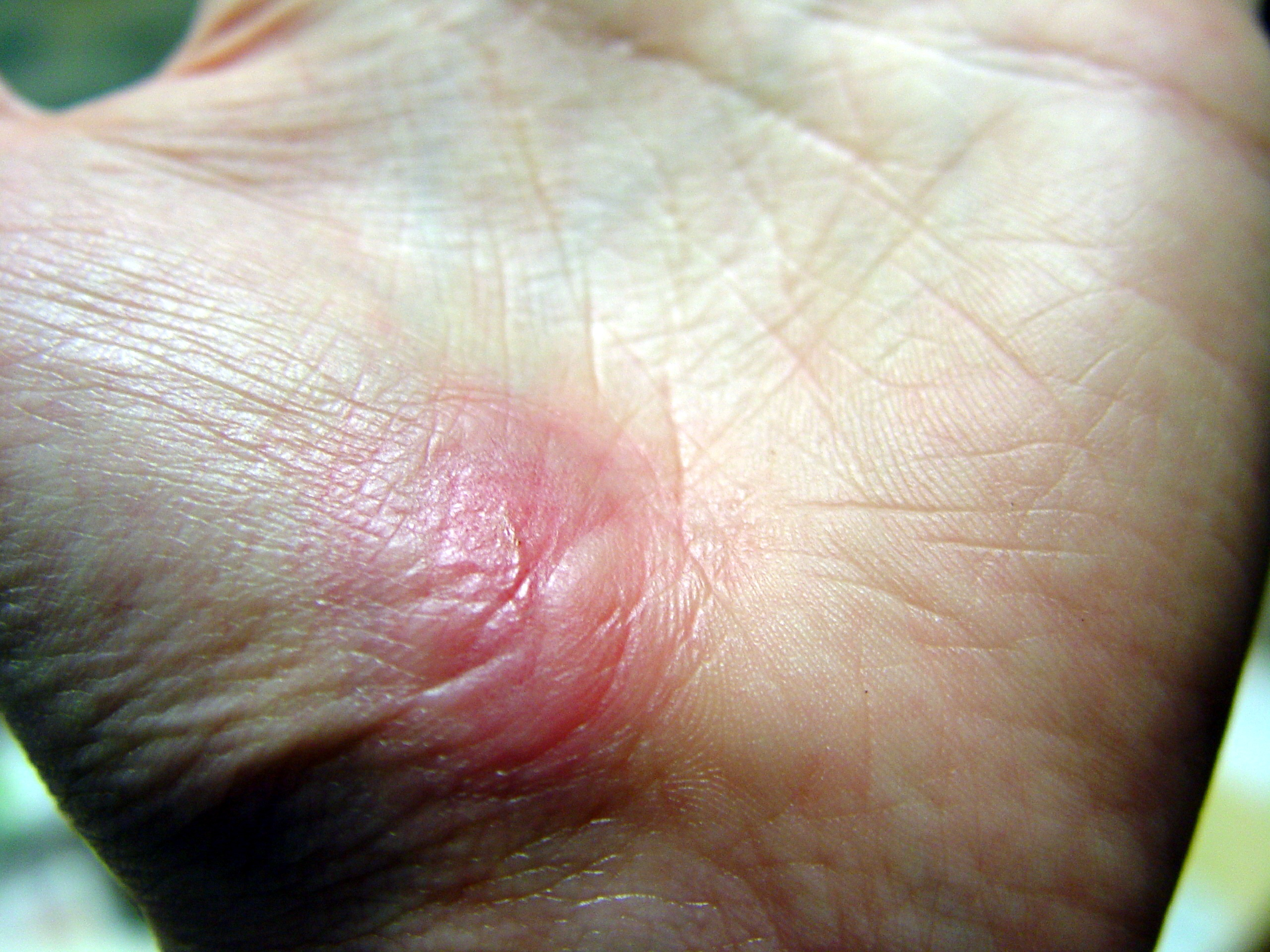
Через 30 днів після травмування